# 2017-es Nickelodeon Kids’ Choice Awards
Ez a harmincadik Nickelodeon Kids’ Choice Awards, amelyet 2017. március 11-én rendeztek Galen Center, Los Angeles, Kaliforniában.

## Fellépők
- Jacob Sartorius - By Your Side
- Machine Gun Kelly és Camila Cabello - Bad Things
- Little Mix - Touch és Shout Out to My Ex

## Győztesek és jelöltek

### Kedvenc film
- Szellemirtók
- Batman Superman ellen – Az igazság hajnala
- Amerika Kapitány: Polgárháború
- Elliott, a sárkány
- Zsivány Egyes – Egy Star Wars-történet
- Tini Nindzsa Teknőcök: Elő az árnyékból!

### Kedvenc filmszínész
- Chris Hemsworth - Szellemirtók
- Ben Affleck - Batman Superman ellen – Az igazság hajnala
- Will Arnett - Tini Nindzsa Teknőcök: Elő az árnyékból!
- Henry Cavill - Batman Superman ellen – Az igazság hajnala
- Robert Downey Jr. - Amerika Kapitány: Polgárháború
- Chris Evans - Amerika Kapitány: Polgárháború

### Kedvenc filmszínésznő
- Melissa McCarthy - Szellemirtók
- Amy Adams - Batman Superman ellen – Az igazság hajnala
- Megan Fox - Tini Nindzsa Teknőcök: Elő az árnyékból!
- Scarlett Johansson - Amerika Kapitány: Polgárháború
- Felicity Jones - Zsivány Egyes – Egy Star Wars-történet
- Kristen Wiig - Szellemirtók

### Kedvenc animációs film
- Szenilla nyomában
- Vaiana
- A kis kedvencek titkos élete
- Énekelj!
- Trollok
- Zootropolis – Állati nagy balhé

### Kedvenc szinkronhang
- Ellen DeGeneres - Szenilla nyomában
- Kevin Hart - A kis kedvencek titkos élete
- Dwayne Johnson - Vaiana
- Anna Kendrick - Trollok
- Justin Timberlake - Trollok
- Reese Witherspoon - Énekelj!

### Kedvenc gonosz
- Kevin Hart - A kis kedvencek titkos élete
- Helena Bonham Carter - Alice Tükörországban
- Idris Elba - Star Trek: Mindenen túl
- Will Ferrell - Zoolander 2.
- Charlize Theron - A Vadász és a Jégkirálynő
- Spencer Wilding - Zsivány Egyes – Egy Star Wars-történet

### Kedvenc verekedő
- Chris Evans - Amerika Kapitány: Polgárháború
- Ben Affleck - Batman Superman ellen – Az igazság hajnala
- Henry Cavill - Batman Superman ellen – Az igazság hajnala
- Chris Hemsworth - A Vadász és a Jégkirálynő
- Scarlett Johansson - Amerika Kapitány: Polgárháború
- Felicity Jones - Zsivány Egyes – Egy Star Wars-történet
- Jennifer Lawrence - X-Men: Apokalipszis
- Zoë Saldana - Star Trek: Mindenen túl

### Legjobb barátok
- Kevin Hart és Dwayne Johnson - Központi hírszerzés
- Ruby Barnhill és Mark Rylance - A barátságos óriás
- Ice Cube és Kevin Hart - Pofázunk és végünk Miamiban
- Chris Pine és Zachary Quinto - Star Trek: Mindenen túl
- Neel Sethi és Bill Murray - A dzsungel könyve
- Ben Stiller és Owen Wilson - Zoolander 2.

### Kedvenc ősellenségek
- Ginnifer Goodwin és Jason Bateman - Zootropolis – Állati nagy balhé
- Ben Affleck és Henry Cavill - Batman Superman ellen – Az igazság hajnala
- Chris Evans  és Robert Downey Jr. - Amerika Kapitány: Polgárháború
- Dwayne Johnson és Auli'i Cravalho - Vaiana
- Anna Kendrick és Justin Timberlake - Trollok
- Charlize Theron és Emily Blunt - A Vadász és a Jégkirálynő

### Legkeresettebb háziállat
- Kevin Hart : Hógolyó - A kis kedvencek titkos élete
- Jack Black: Po - Kung Fu Panda 3.
- Ellen DeGeneres: Szenilla - Szenilla nyomában
- Bill Murray: Balu - A dzsungel könyve
- Jason Sudekis: Piros - Angry Birds – A film
- Reese Witherspoon: Rosita - Énekelj!

### #Csapat
- Szenilla nyomában - Ellen DeGeneres, Albert Brooks, Hayden Rolence, Ed O’Neill, Kaitlin Olson, Ty Burrell, Diane Keaton és Eugene Levy
- Amerika Kapitány: Polgárháború - Chris Evans, Robert Downey Jr., Scarlett Johansson, Sebastian Stan, Anthony Mackie, Don Cheadle, Jeremy Renner, Chadwick Boseman, Paul Bettany és Elizabeth Olsen
- Szellemirtók - Melissa McCarthy, Kristen Wiig, Kate McKinnon és Leslie Jones
- Zsivány Egyes – Egy Star Wars-történet - Felicity Jones, Diego Luna, Riz Ahmed, Donnie Yen, Mads Mikkelsen, Alan Tudyk, Jiang Wen és Forest Whitaker
- Tini Nindzsa Teknőcök: Elő az árnyékból! - Noel Fisher, Jeremy Howard, Pete Ploszek és Alan Ritchson
- X-Men: Apokalipszis - James McAvoy, Michael Fassbender, Jennifer Lawrence, Nicholas Hoult, Evan Peters, Tye Sheridan, Ben Hardy, Kodi Smit-McPhee, Sophie Turner, Alexandra Shipp és Olivia Munn

### Kedvenc gyerek TV műsor
- Veszélyes Henry
- Game Shakers
- Riley a nagyvilágban
- Nicky, Ricky, Dicky és Dawn
- A Thunderman család

### Kedvenc családi TV műsor
- Még mindig Bír-lak
- A S.H.I.E.L.D. ügynökei
- Agymenők
- Feketék fehéren
- Flash – A Villám
- Supergirl

### Kedvenc Tv színész - gyerek műsor
- Jace Norman - Veszélyes Henry
- Benjamin Flores Jr. - Game Shakers
- Aidan Gallagher - Nicky, Ricky, Dicky és Dawn
- Jack Griffo - A Thunderman család
- Casey Simpson - Nicky, Ricky, Dicky és Dawn
- Tyrel Jackson Williams - Laborpatkányok

### Kedvenc Tv színésznő - gyerek műsor
- Zendaya - K.C., a tinikém
- Rowan Blanchard - Riley a nagyvilágban
- Dove Cameron - Liv és Maddie
- Lizzy Greene - Nicky, Ricky, Dicky és Dawn
- Kira Kosarin - A Thunderman család
- Breanna Yde - Rocksuli

### Kedvenc Tehetségkutató Verseny
- America's Got Talent
- Amerika legviccesebb házi videói
- American Ninja Warrior
- Paradise Run
- Shark Tank
- The Voice

### Kedvenc rajzfilm
- SpongyaBob Kockanadrág
- ALVINNN!!! és a mókusok
- Gumball csodálatos világa
- Tini titánok, harcra fel!
- A Lármás család
- Tini Nindzsa Teknőcök

### Kedvenc együttes
- Fifth Harmony
- The Chainsmokers
- Maroon 5
- OneRepublic
- Pentatonix
- Twenty One Pilots

### Kedvenc férfi énekes
- Shawn Mendes
- Justin Bieber
- Drake
- Bruno Mars
- Justin Timberlake
- The Weeknd

### Kedvenc női énekes
- Selena Gomez
- Nicki Minaj
- Beyoncé
- Ariana Grande
- Rihanna
- Meghan Trainor

### Kedvenc dal
- Work from Home - Fifth Harmony ft. Ty Dolla $ign
- 24K Magic - Bruno Mars
- Can't Stop the Feeling! - Justin Timberlake
- Heathens - Twenty One Pilots
- Send My Love (To Your New Lover) - Adele
- Side to Side - Ariana Grande ft. Nicki Minaj

### Kedvenc új előadó
- Twenty One Pilots
- Kelsea Ballerini
- The Chainsmokers
- Daya
- Lukas Graham
- Solange
- Rae Sremmurd
- Hailee Steinfeld

### Kedvenc videoklip
- Juju on That Beat - Zay Hilfigerrr és Zayion McCall
- 24K Magic - Bruno Mars
- Can't Stop the Feeling! - Justin Timberlake
- Formation - Beyoncé
- Me Too - Meghan Trainor
- Stressed Out - Twenty One Pilots

### Kedvenc DJ/EDM művész
- Calvin Harris
- Martin Garrix
- DJ Snake
- Major Lazer
- Skrillex
- Zedd

### Kedvenc filmzene
- Suicide Squad – Öngyilkos osztag
- Hamilton
- Mielőtt megismertelek
- Vaiana
- Énekelj!
- Trollok

### Kedvenc zenei vírusvideó előadó
- JoJo Siwa
- Tiffany Alvord
- Matty B
- Carson Lueders
- Johnny Orlando
- Jacob Sartorius

### Kedvenc nemzetközi zenei sztár
- Little Mix
- 5 Seconds of Summer
- BIGBANG
- Zara Larsson
- Bruno Mars
- Shakira

### Kedvenc videójáték
- Just Dance 2017
- LEGO Marvel's Avengers
- LEGO Star Wars: Az ébredő erő
- Minecraft: Story Mode
- Paper Mario: Color Splash
- Pokémon Sun és Moon

## Nyálkás hírességek
- Demi Lovato
- Chris Pratt
- Kevin Hart
- John Cena

## Nemzetközi díjak

### Ázsia

#### Kedvenc fülöp-szigeteki személy
- Nadine Lustre
- Janella Salvador
- Janine Gutierrez
- Liza Soberano

### Afrika

#### Kedvenc afrikai sztár
- Trevor Noah
- Funke Akindele-Bello
- Lupita Nyong’o
- Pearl Thusi
- Wayde Van Niekerk
- Yemi Alade

### Latin-Amerika

#### Kedvenc latin sztár
- CD9
- Juan Pablo Jaramillo
- Juanpa Zurita
- Lali Espósito
- Paty Cantu
- Sebastian Villalobos

### Ausztrália

#### Kedvenc csapat
- 5 Seconds of Summer
- All Blacks
- In Stereo
- Socceroos
- Women's Rugby 7's
- Sebastian Villalobos'

#### Kedvenc híresség
- Ashleigh Ross
- Isaiah Firebrace
- Jai Waetford
- The Norris Nuts
- Troye Sivan

#### Kedvenc ember
- Delta Goodrem
- Guy Sebastian
- Shaun Johnson
- Steve Smith
- Tim Cahill

#### Kedvenc komikus
- Rebel Wilson
- Andy Griffiths éd Terry Denton
- Grant Denyer
- Guy Williams
- Hamish & Andy

#### Kedvenc most kell
- Nintendo 3DS
- iPad
- FujiFilm Instax
- Nerf Blaster
- PlayStation 4

### BelgiumésHollandia

#### Kedvenc belga sztár
- K3
- Emma Bale
- Koen Wauters
- Laura Tesoro
- Marie Verhulst
- Olga Leyers

#### Kedvenc TV sorozat
- Brugklas
- De Ludwigs
- D5R
- Ghost Rockers
- Nightwatch
- SpangaS

#### Kedvenc vlogger
- Onnedi
- Furtjuh
- Meisjedjamila
- Nora Gharib
- Quinsding
- UP2D8

### Brazília

#### Kedvenc személy
- Luba TV
- Anitta
- Christian Figueiredo
- Kéfera Buchmann
- Larissa Manoela
- Rezendeevil
- Thaynara OG
- Zé Felipe

### Dánia

#### Kedvenc énekes
- Benjamin Lasnier
- Christopher
- Cisilia
- Gulddreng

#### Kedvenc vlogger
- Julia Sofia
- Armin
- Eiqu Miller
- Rasmus Brohave